# Gábor Wéber
 (avril 2016).
Dans le nom hongrois Wéber Gábor, le nom de famille précède le prénom, mais cet article utilise l’ordre habituel en français Gábor Wéber, où le prénom précède le nom.
Gábor Wéber ([ˈgaːboɾ], [ˈveːbɛɾ]), né le 4 décembre 1971 à Budapest, est un pilote automobile, commentateur et consultant sportif hongrois.

## Biographie

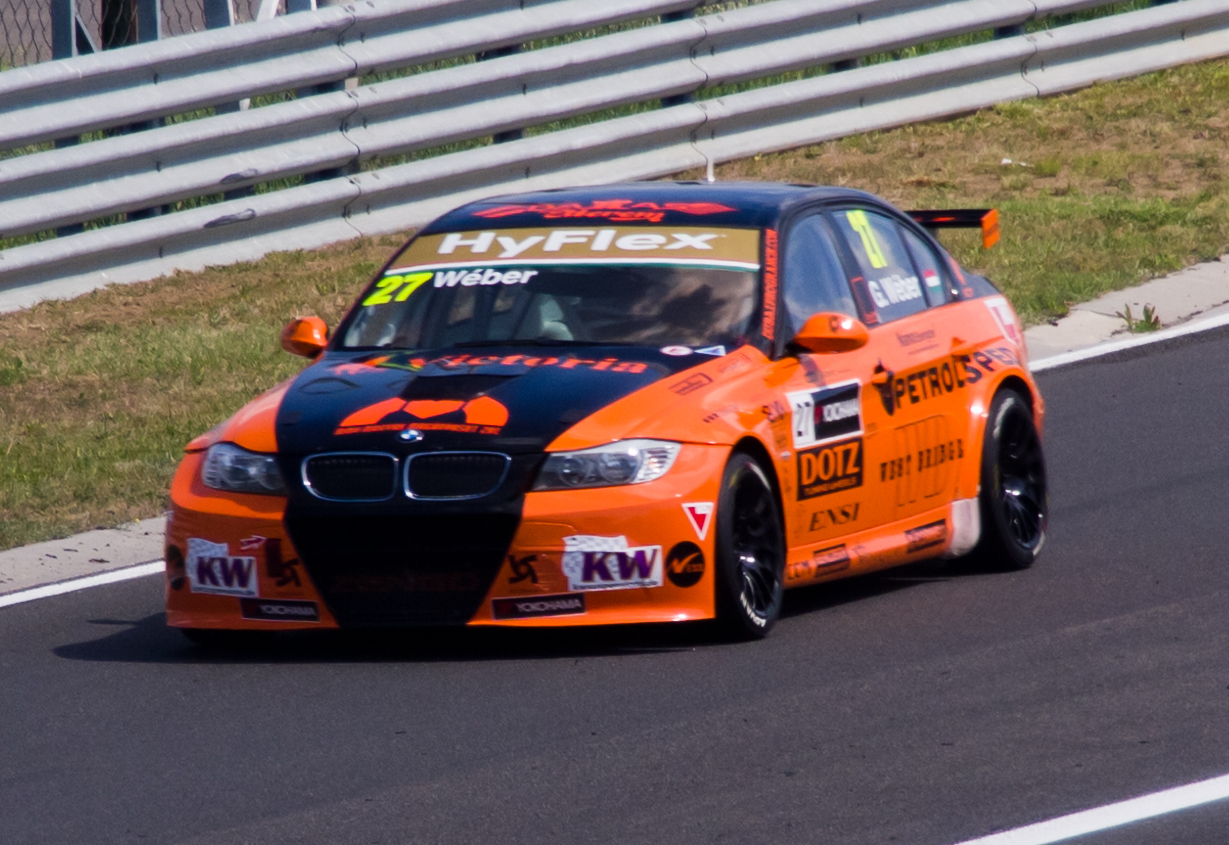
Gábor Wéber sur le Hungaroring en WTCC en 2012.

Wéber a commencé sa carrière dans le sport automobile en 2002 avec les voitures de tourisme pour le compte de l'écurie hongroise Zengõ Motorsport en Opel Astra Classic Cup hongroise, où il a terminé à la cinquième place. La saison suivante, il remporte deux courses dans ce même championnat, malgré une 10e place finale. Son principal objectif était cependant la Renault Clio Cup hongroise, dont il remporte ce trophée avec dix victoires en douze courses. Le pilote hongrois a été invité, en 2003, à participer à une épreuve de Porsche Supercup sur ses terres, à Budapest, mais fut contraint d'abandonner après avoir débuté depuis la 17e place. Wéber reste en Renault Clio Cup hongroise pendant trois ans, terminant toujours deuxième au classement général. Il fit un dernier passage dans ce championnat lors d'une course en 2007. En effet, son principal objectif était la SEAT Leon Cup hongroise, finissant vice-champion de cette édition.
Wéber revient chez Zengo Motorsport en 2008 pour la SEAT Leon Eurocup, remportant une course et terminant à la onzième place globale. En interne, il bat son coéquipier Norbert Michelisz. En outre, Weber a pris part à sept des dix courses de la SEAT Leon Cup hongroise. Il acquiert deux victoires et termine septième au classement global. N'ayant participé qu'au dernier meeting à Imola, signant une deuxième lors de la première course en 2009, 2010 fut la consécration en SEAT León Eurocup pour Gábor Wéber. Mais la fin de ce championnat laissa Wéber sur le carreau. Il tente de se relancer en SEAT Leon Supercopa allemande.
En 2012, Wéber est promu en Championnat du monde des voitures de tourisme, toujours chez Zengo Motorsport et retrouvant Norbert Michelisz. Pour sa première saison, il pilote au volant d'une BMW 320 TC. Contrairement à son coéquipier, qui courra toute la saison, Wéber ne participera qu'aux courses européennes.
Il est désormais consultant et commentateur pour la Formule 1 sur la chaîne hongroise M4 Sport.

## Carrière
- 2002 : Opel Astra Classic Cup hongroise (5e)
- 2003 : Opel Astra Classic Cup hongroise (10e)
- 2003 : Porsche Supercup (1 course)
- 2003-2004 : Renault Clio Cup hongroise (champion)
- 2005-2006 : Renault Clio Cup hongroise (2e)
- 2007 : Renault Clio Cup hongroise (17e)
- 2007-2008 : SEAT León Cup hongroise (2e puis 7e)
- 2008 : SEAT León Eurocup (11e)
- 2009 : SEAT León Eurocup (12e)
- 2010 : SEAT León Eurocup (champion)
- 2011 : SEAT León Supercopa allemande (5e)
- 2012 : Championnat du monde des voitures de tourisme